# Český žurnál
Český žurnál je dokumentární cyklus České televize. V šesti sériích bylo od roku 2013 odvysíláno celkem 30 středometrážních dokumentárních filmů, v nichž jednotliví režiséři kritickým způsobem nahlížejí na různé sporné otázky české společnosti. Autory celé koncepce jsou dokumentaristé Filip Remunda a Vít Klusák, jejichž produkční společnost Hypermarket Film cyklus vyrábí. K nejznámějším filmům celého cyklu patří Matrix AB (2015), mapující vzestup Andreje Babiše a Hranice práce (2017) o úskalích nízkopříjmových zaměstnání.

## Seznam dílů

### 1. série (2013)
| Pořadí v cyklu | Název                   | Režie                     | Premiéra na ČT  | Odkaz do archivu ČT |
| --- | ----------------------- | ------------------------- | --------------- | ------------------- |
| 1 | Život a smrt v Tanvaldu | Vít Klusák, Filip Remunda | 10. března 2013 |                     |
| Hledání pravdy v kauze zabití mladého Roma v Tanvaldu o silvestrovské noci roku 2012, kdy údajně v sebeobraně místní občan zastřelil dvaadvacetiletého Ladislava, otce dvou malých dětí.       |                         |                           |                 |                     |
| 2 | Rozezlení               | Martin Dušek              | 17. března 2013 |                     |
| Dokument o nečekaném střetnutí idealistických umělců a konzervativních obyvatel současných Lidic v souvislosti s uctěním 70. výročí lidické tragedie.                                          |                         |                           |                 |                     |
| 3 | Pančovaná republika     | Lukáš Kokeš               | 24. března 2013 |                     |
| Film shrnuje klíčové události metanolové aféry z podzimu 2012 a hledá odpověď na otázku, kdo v této kauze selhal – jednotlivci nebo stát?                                                      |                         |                           |                 |                     |
| 4 | Spřízněni přímou volbou | Vít Klusák, Filip Remunda | 7. dubna 2013   |                     |
| Časosběrný dokument o prezidentské kampani a první přímé volbě prezidenta v České republice a jejím konečném výsledku.                                                                         |                         |                           |                 |                     |
| 5 | Svobodu pro Smetanu     | Vít Klusák, Filip Remunda | 14. dubna 2013  |                     |
| Patří řidič Smetana za mříže nebo je obětí politické zvůle? Poslední díl cyklu je věnován právě muži, který svou mediální slávu začal tak nevinně – přimaloval na plakátech politikům tykadla. |                         |                           |                 |                     |

### 2. série (2014)
| Pořadí v cyklu | Název               | Režie            | Premiéra na ČT  | Odkaz do archivu ČT |
| --- | ------------------- | ---------------- | --------------- | ------------------- |
| 1 | Dělníci bulváru     | Vít Klusák       | 16. dubna 2014  |                     |
| Dokumentární film přibližuje svět a duševní obzor novinářů, kteří v Čechách vytvářejí obsah bulvárních médií.                                          |                     |                  |                 |                     |
| 2 | Gadžo               | Tomáš Kratochvíl | 23. dubna 2014  |                     |
| Dokumentární life-movie mladého filmaře, který na pár měsíců opouští svůj „bílý“ a pohodlný svět a stěhuje se do romského ghetta.                      |                     |                  |                 |                     |
| 3 | Zločin pana Chytila | Ivo Bystričan    | 30. dubna 2014  |                     |
| Dokumentární film se zabývá kauzou Opencard, v níž bylo obviněno několik úředníků pražského magistrátu z nestandardních postupů při výběrovém řízení.  |                     |                  |                 |                     |
| 4 | Já, horník!         | Karel Žalud      | 7. května 2014  |                     |
| Dokument reflektuje vzrušenou atmosféru dění kolem ostravského dolu Paskov, na němž jako na jednom z posledních fungujících dolů hrozí ukončení těžby. |                     |                  |                 |                     |
| 5 | Obnažený národ      | Filip Remunda    | 14. května 2014 |                     |
| Dokument o tom, jak se Chorvatsko každoročně v létě stává českou enklávou a jak na Čechy pohlížejí Chorvaté.                                           |                     |                  |                 |                     |

### 3. série (2015)
| Pořadí v cyklu | Název                | Režie                                    | Premiéra na ČT     | Odkaz do archivu ČT |
| --- | -------------------- | ---------------------------------------- | ------------------ | ------------------- |
| 1 | Pět zrození          | Erika Hníková                            | 12. listopadu 2015 |                     |
| Dokument o jedné české porodnici a jejím přístupu k porodům. |                      |                                          |                    |                     |
| 2 | Matrix AB            | Vít Klusák                               | 19. listopadu 2015 |                     |
| Situační portrét jednoho z nejvlivnějších mužů české současnosti, politika a podnikatele Andreje Babiše. Filmový štáb jej několik měsíců sledoval v záři reflektorů i v jejich stínu. Setkává se také s osobnostmi, které o Babišovi vydávají nevšední osobní svědectví.                                               |                      |                                          |                    |                     |
| 3 | Ubytovny             | Tomáš Kratochvíl, Ivana Mariposa Čonková | 26. listopadu 2015 |                     |
| Dokument se zabývá situací lidí a rodin přežívajících na pokraji bezdomovectví. Zároveň sleduje proces tvorby zákona o sociálním bydlení. |                      |                                          |                    |                     |
| 4 | Blízký daleký východ | Filip Remunda                            | 3. prosince 2015   |                     |
| Osobní road-movie. Autor se vydává na Ukrajinu, s níž ho pojí příbuzenské, přátelské a pracovní vztahy. Díky tomu se dostává blízko k lidem v hraniční životní situaci. Jednotlivá setkání jsou pro něj zároveň příležitostí k úvahám nad tím, jak se ho tamní události osobně dotýkají. Je Ukrajina daleko či blízko? |                      |                                          |                    |                     |
| 5 | Má vlast Afghánistán | Vít Klusák, Filip Remunda                | 10. prosince 2015  |                     |
| V Afghánistánu u čs. jednotky i doma v České republice hledají autoři odpověď na řadu otázek, mimo jiné, proč se naši vojáci účastní afghánské mise. A jsou ti, kteří zde přijdou o život, hrdinové? |                      |                                          |                    |                     |

### 4. série (2016)
| Pořadí v cyklu | Název                    | Režie                      | Premiéra na ČT     | Odkaz do archivu ČT |
| --- | ------------------------ | -------------------------- | ------------------ | ------------------- |
| 1 | Český Alláh              | Zuzana Piussi              | 11. listopadu 2016 |                     |
| Dokumentární sonda do názorů a postojů českých občanů k problémům spojených s aktuální imigrační vlnou.                                                                                                  |                          |                            |                    |                     |
| 2 | Výchova k válce          | Adéla Komrzý               | 18. listopadu 2016 |                     |
| Jsme připraveni na případný válečný konflikt? Co vědí dnešní mladí lidé o zbraních? Uměli by se v případě ohrožení postavit na obranu své vlasti?                                                        |                          |                            |                    |                     |
| 3 | Exekuce                  | Andrea Culková             | 25. listopadu 2016 |                     |
| Na osobním příběhu a zkušenosti s exekučním řízením seznamuje autorka A. Culková s exekučními praktikami v Česku a v příkladech ze zahraničí se snaží české legislativě naznačit cestu z bludného kruhu. |                          |                            |                    |                     |
| 4 | V nejlepším zájmu dítěte | Linda Kallistová Jablonská | 2. prosince 2016   |                     |
| Dokument otevírá žhavé téma existence kojeneckých ústavů versus přechodné pěstounské péče v České republice.                                                                                             |                          |                            |                    |                     |
| 5 | Krtek a Lao-C'           | Filip Remunda              | 9. prosince 2016   |                     |
| Návštěva čínského prezidenta v Praze a českého štábu v Číně jako východisko úvahy o velkých a malých zdech moci.                                                                                         |                          |                            |                    |                     |

### 5. série (2017)
| Pořadí v cyklu | Název            | Režie                    | Premiéra na ČT     | Odkaz do archivu ČT |
| --- | ---------------- | ------------------------ | ------------------ | ------------------- |
| 1 | Děti státu       | Ivana Pauerová Miloševič | 21. listopadu 2017 |                     |
| Jak opravdu funguje norský systém ochrany dětí Barnevernet? Komu v Norsku vlastně patří děti a je reálné vychovat ideální rodiče? |                  |                          |                    |                     |
| 2 | Teorie rovnosti  | Barbora Chalupová        | 28. listopadu 2017 |                     |
| Dokument reflektuje otázku rovnosti žen a mužů v návaznosti na jejich postavení ve společnosti. |                  |                          |                    |                     |
| 3 | Spolužáci        | Tomáš Kratochvíl         | 5. prosince 2017   |                     |
| Ve vypjatých společenských situacích, například v době voleb, se ukazuje evidentní rozdíl mezi venkovem a velkými městy. Režisér, žijící v Praze, se vrátil do rodné vesnice na Vysočině a zkoumá postoje a názory svých bývalých spolužáků. Jak oni vidí další vývoj společnosti? |                  |                          |                    |                     |
| 4 | Hranice práce    | Apolena Rychlíková       | 12. prosince 2017  |                     |
| Novinářka Saša Uhlová se v dokumentu noří do labyrintu nízkopříjmových zaměstnání a přináší zprávu o hranicích, které práce má. Jak ta špatně placená, tak její vlastní. |                  |                          |                    |                     |
| 5 | Bratři Okamurovi | Filip Remunda            | 25. listopadu 2019 |                     |
| Filmový portrét tří sourozenců a zároveň společnosti, kterou stejně jako Hayata, Osamu a Tomia mnohé spojuje i rozděluje. Aktuální postoje aktérů se zde prolínají s příběhem rodiny i doby a jsou svědectvím o tom, jak je těžké být bratrem ve smyslu osobním i společenském.    |                  |                          |                    |                     |

### 6. série (2020)
| Pořadí v cyklu | Název                     | Režie              | Premiéra na ČT     | Odkaz do archivu ČT |
| --- | ------------------------- | ------------------ | ------------------ | ------------------- |
| 1 | Češi jsou výborní houbaři | Apolena Rychlíková | 10. listopadu 2020 |                     |
| Mystifikační dokumentární ekologická esej, reflektující současný stav životního prostředí v Česku. |                           |                    |                    |                     |
| 2 | Sandra v Ugandě           | Filip Remunda      | 17. listopadu 2020 |                     |
| Mladá pražská novinářka Sandra Kisič, zvyklá na komfortní život ve velkoměstě, se vydává na poznávací misi do Ugandy, aby se na vlastní oči přesvědčila, co zde dělají neziskové organizace pro zlepšení života místních obyvatel.            |                           |                    |                    |                     |
| 3 | Reality                   | Barbora Chalupová  | 24. listopadu 2020 |                     |
| Vlastní bydlení je významným krokem k samostatnému životu. Jakou ale mají dnes mladí lidé šanci odpoutat se od rodičů? Situaci na trhu nemovitostí se vydala prozkoumat režisérka dokumentu B. Chalupová s přáteli.                           |                           |                    |                    |                     |
| 4 | Vojna Ztohoven            | Petra Nesvačilová  | 1. prosince 2020   |                     |
| Časosběrný dokument o české umělecké skupině Ztohoven a ruské Vojně v průběhu dvou let po iniciační akci vyvěšení obřích červených trenýrek na Pražském hradě.                                                                                |                           |                    |                    |                     |
| 5 | Slepice, virus a my       | Filip Remunda      | 8. prosince 2020   |                     |
| Dokumentární film zaznamenává rodinnou pandemickou „reality show“, v níž jde o pokus poznat do detailu život slepic, zachráněných z velkochovu a adaptovaných zpět do venkovského života, na „vlastní dvorek“, a to vše za času koronaviru... |                           |                    |                    |                     |